# Costa Deliziosa
Le Costa Deliziosa est un navire de croisière appartenant à la société Costa Croisières du groupe de croisières la Carnival corporation & PLC.
Commandé en 2007 et faisant partie de l'extension de cinq bateaux de la flotte de Costa, le Costa Deliziosa a été construit par Fincantieri. Lancé en mars 2009, il a été remis à l'armateur en janvier 2010.

## Histoire
Ce navire de croisière de classe Spirit est un modèle hybride de la classe Vista standard.
C'est le premier bateau à avoir été baptisé à Dubaï.

## Sources
- (en) Cet article est partiellement ou en totalité issu de l’article de Wikipédia en anglais intitulé « Costa Deliziosa » (voir la liste des auteurs).